# Eremulus tenuis
Eremulus tenuis är en kvalsterart som beskrevs av Hammer 1979. Eremulus tenuis ingår i släktet Eremulus och familjen Eremulidae. Inga underarter finns listade i Catalogue of Life.